# Miloslaw Koennemann
Miloslaw Koennemann (auch Miloslav Könnemann; * 1826 in Prag, Österreich-Ungarn; † 28. November 1890 in Baden-Baden) war ein böhmisch-deutscher Kapellmeister, Orchesterleiter und Komponist.

## Leben
Miloslaw Koennemann erhielt seine musikalische Ausbildung am Prager Konservatorium. Nach einer ersten Anstellung als Hofkapellmeister des Fürsten August zu Hohenlohe-Öhringen und folgenden kürzeren Engagements wurde Koennemann Anfang der 1850er Jahre Kapellmeister des in Rastatt stationierten österreichischen Regimentes Nr. 28 Benedek. Koennemann dirigierte erstmals 1857 das Orchestre de la Conversation à Bade in der benachbarten Kurstadt Baden-Baden. 1858 gab er seine Militärlaufbahn auf und wechselte als permanenter Orchesterleiter nach Baden-Baden. Koennemann leitete das Symphonieorchester bis zu seiner Pensionierung 1890 und arbeitete mit den Größen der internationalen Musikszene zusammen. Seine Abschiedsvorstellung gab er, bereits schwer erkrankt, am 13. April 1890. Am 28. November 1890 verstarb er in Baden-Baden. Nach einem zweijährigen Interim folgte ihm 1892 Paul Hein. Sein Sohn Arthur Könnemann (1861–1934) wirkte ebenfalls als Komponist und als Schriftsteller.
Koennemann hinterließ ein umfangreiches kompositorisches Werk, das in Deutschland weitgehend in Vergessenheit geriet. In den Niederlanden blieb vor allem seine Komposition Der Fremersberg bis heute populär.
Koennemann war erster Stuhlmeister der 1871 gegründeten Freimaurerloge Badenia, einer bis 1933 bestehenden Neugründung der Großloge Zur Sonne.

## Kompositionen (Auswahl)
- Der Fremersberg, ein symphonisches Gedicht, 1853
- L’echo des montagnes, Walzer, 1860
- Große Fest-Ouverture, zum 25. Dienstjubiläum von Großherzog Friedrich I. von Baden, 1877